# سو فالز سكاي فورس
سو فالز سكاي فورس هو فريق كرة سلة أمريكي أٌسس عام 1989. يلعب الفريق في دوري الرابطة الوطنية لفئة التطوير.